# 国道150号

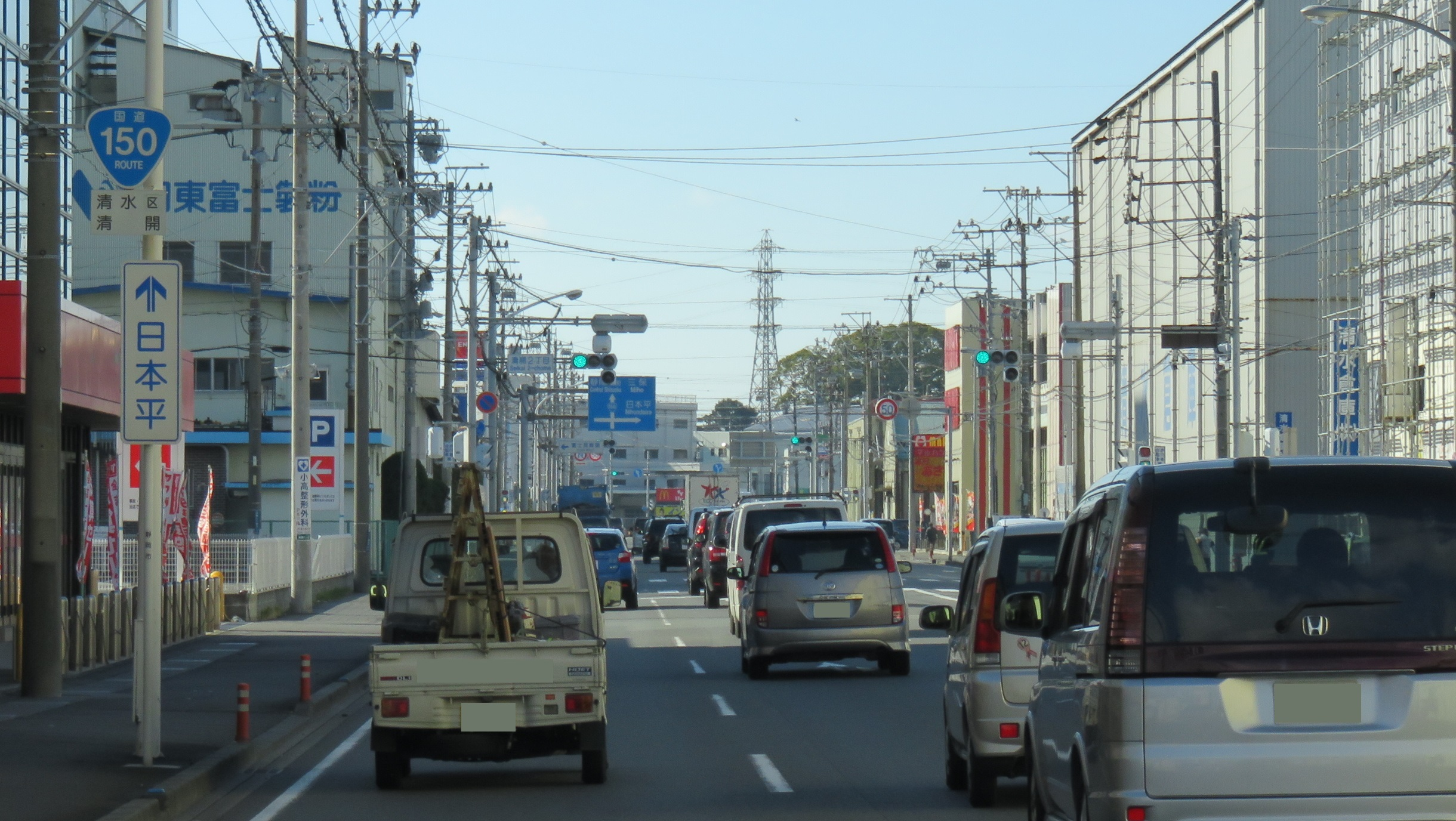
国道150号 起点付近
静岡市清水区 清開1丁目

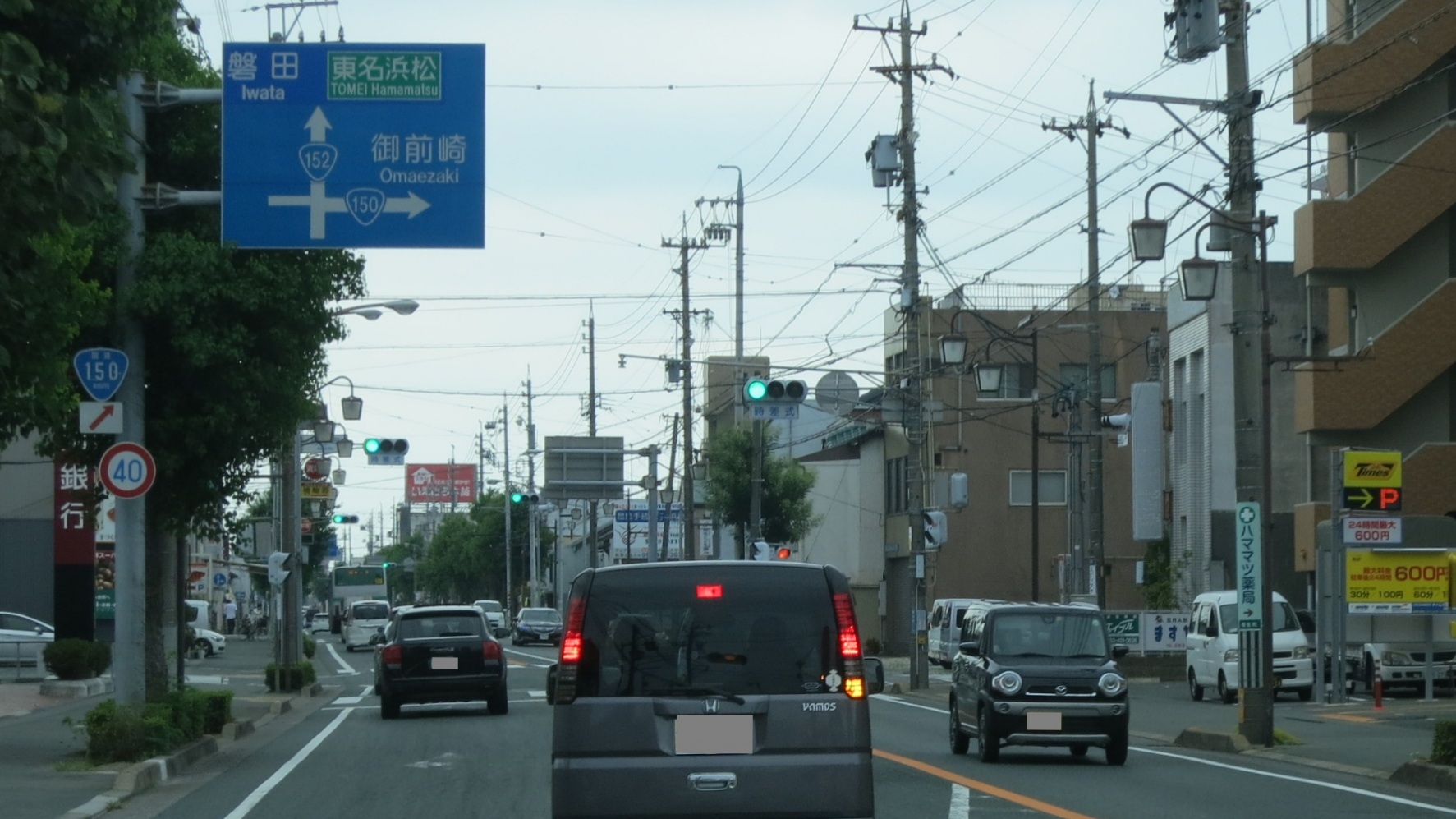
国道150号 終点
静岡県浜松市中区（現・中央区） 相生町交差点

国道150号（こくどう150ごう）は、静岡県静岡市清水区から御前崎市を経由して、浜松市中央区に至る一般国道である。

## 概要
静岡県の内陸を通過する国道1号に対し、駿河湾・遠州灘を沿うように大きく南に迂回する経路を取る。
起点の静岡市清水区から、駿河湾沿いに位置する、焼津市、牧之原市、御前崎市などを経由し、終点の浜松市中央区に至る路線である。

### 路線データ
一般国道の路線を指定する政令に基づく起終点および重要な経過地は次のとおり。
- 起点：清水市[注釈 2]（静岡市清水区、羽衣橋北詰 = 国道149号起点）
- 終点：浜松市（中央区、相生町交差点 = 国道152号交点）
- 重要な経過地：静岡市（大谷）、焼津市、榛原郡相良町[注釈 3]、磐田市（万正寺）、磐田郡竜洋町[注釈 4]
- 総延長 : 127.6 km（静岡県 92.0 km、静岡市 26.4 km、浜松市 9.2 km）重用延長を含む。[2][注釈 5]
- 重用延長 : 0.1 km（静岡県 - km、静岡市 - km、浜松市 0.1 km）[2][注釈 5]
- 未供用延長 : なし[2][注釈 5]
- 実延長 : 127.5 km（静岡県 92.0 km、静岡市 26.4 km、浜松市 9.1 km）[2][注釈 5]
  - 現道 : 106.6 km（静岡県 77.8 km、静岡市 22.7 km、浜松市 6.1 km）[2][注釈 5]
  - 旧道 : 3.7 km（静岡県 - km、静岡市 3.7 km、浜松市 - km）[2][注釈 5]
  - 新道 : 17.2 km（静岡県 14.2 km、静岡市 - km、浜松市 3.0 km）[2][注釈 5]
- 指定区間：なし[3]

## 歴史
起点について、当初は国道1号駿河大橋（安倍川）西詰の丸子新田交差点（手越原I.C交差点）にあったが、1981年（昭和56年）に静岡市の広野交差点から清水市までの静岡県道26号静岡久能清水線の一部および静岡県道204号大谷用宗線を編入し、起点も清水市に変更された。その後も枝状に分かれることとなった広野交差点から丸子新田交差点までの区間も国道150号として扱われていたが、2005年（平成17年）に静岡市へ移管された。これにより、起点側で国道1号とは直接接続することはなくなった。
静岡市の大崩海岸の断崖を通っていた旧道区間は、その名の通り何度も土砂災害に見舞われて、ルートを変遷させてきた。この区間は、バイパスである新日本坂トンネルの開通によって国道が移り、2004年（平成16年）に海上高架区間があった旧道は静岡県に移管されて静岡県道416号静岡焼津線に替わった。

### 年表
- 1953年（昭和28年）5月18日 - 二級国道150号静岡浜松線（静岡市 - 浜松市）として指定施行[8]。
- 1965年（昭和40年）4月1日 - 道路法改正により一級・二級区分が廃止されて一般国道150号として指定施行[1]。
- 1971年（昭和46年）7月5日 - 大崩海岸の第5洞門が通行中の乗用車1台を巻き込みながら崩落[9]。同区間が長期間通行止めとなった。
- 1981年（昭和56年）4月30日 - 起点側を延伸し、一般国道150号（清水市[注釈 2] - 浜松市）として指定施行[10]。
- 2004年（平成16年）7月30日 - 静岡バイパスの広野交差点 - 焼津バイパスの木屋川交差点を本線に転換。
- 2005年（平成17年）2月1日 - 広野交差点 - 木屋川交差点（大崩海岸沿いを経由する旧道）を静岡県道416号静岡焼津線に、手越原I.C. - 広野交差点を静岡市道手越原広野三丁目線に指定[注釈 6][5]。
- 2023年（令和5年）6月2日 - 令和5年台風第2号による集中豪雨で焼津市八楠交差点から静岡市駿河区小坂交差点を結ぶ区間で通行止[11]。

## 路線状況
静岡市・焼津市の「バイパス」区間および御前崎市内は概ね4車線化されている。

### バイパス
- 清水バイパス
- 静岡バイパス（新日本坂トンネル）
- 焼津バイパス
- 志太榛南バイパス

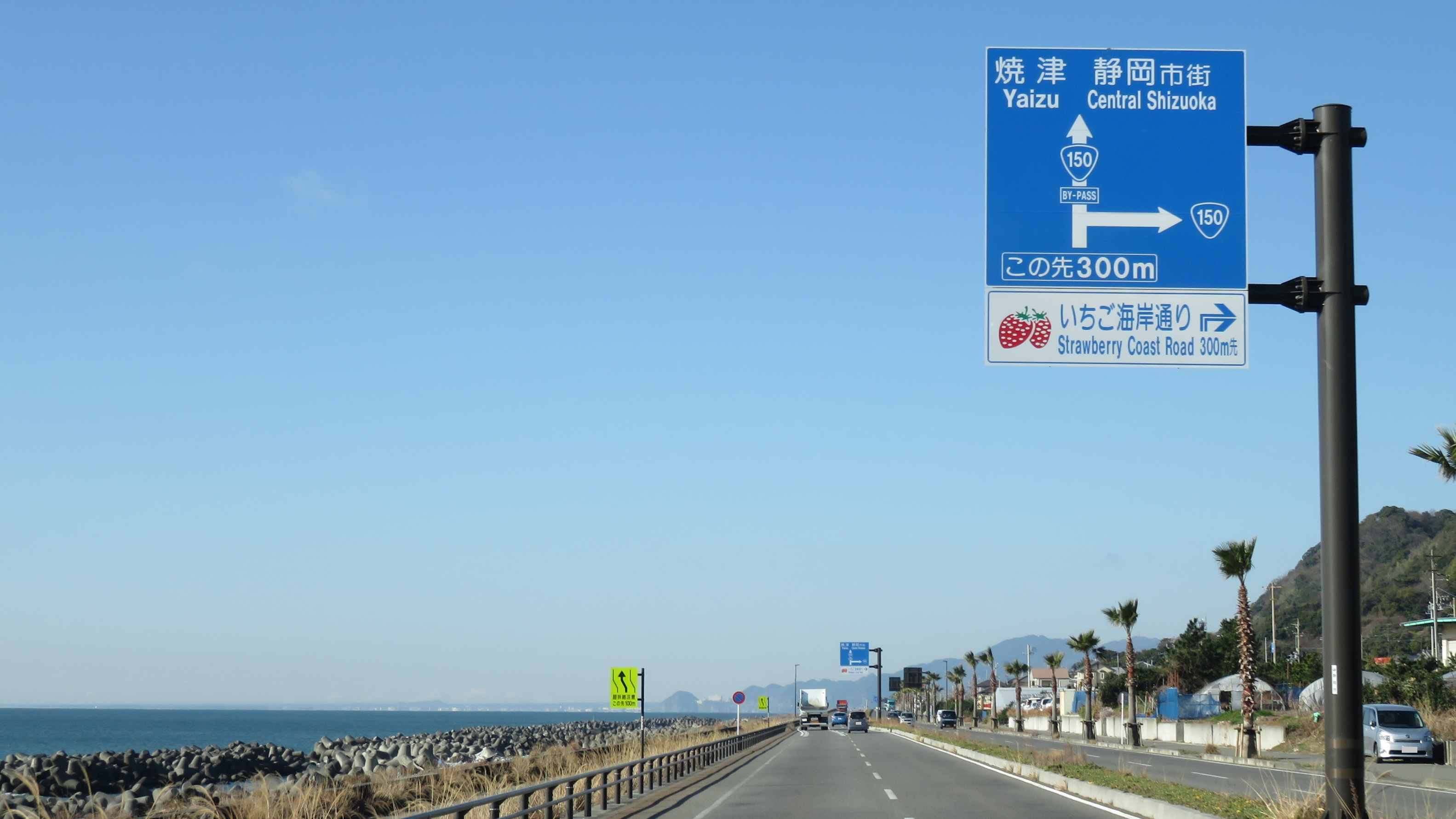
清水バイパス
静岡県静岡市清水区駒越西

- 金谷御前崎連絡道路#南遠道路（金谷御前崎連絡道路）
- 磐南バイパス
- 掛塚バイパス（遠州大橋）

### 通称
- しみずマリンロード
- いちごライン
- 久能街道
- 掛塚街道（浜松市）
- 遠州大橋通り（浜松市）

### 道の駅
- 風のマルシェ 御前崎（御前崎市）

## 地理

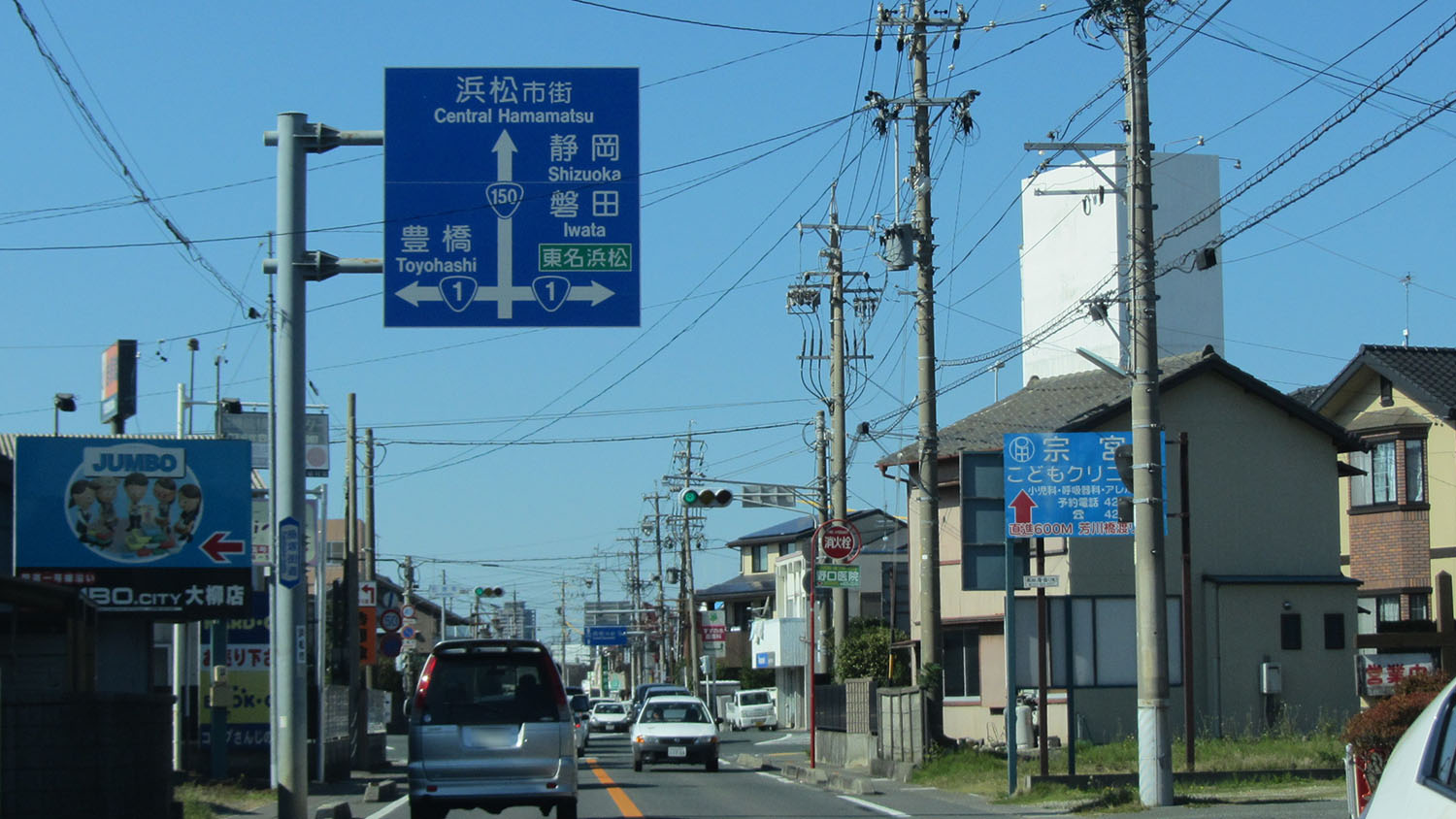
国道1号との交差
静岡県浜松市南区（現・中央区）

静岡市の久能街道や牧之原市南部では駿河湾を望めるほど海岸に近接している。安倍川、大井川、天竜川を渡る。

### 通過する自治体
- 静岡県
  - 静岡市（清水区 - 駿河区） - 焼津市 - 榛原郡吉田町 - 牧之原市 - 御前崎市 - 掛川市 - 袋井市 - 磐田市 - 浜松市（中央区）

### 交差する道路
- 国道149号（静岡市清水区・羽衣橋北詰）[注釈 7]
- 国道473号（牧之原市・相良町波津交差点）
- 国道1号（浜松市中央区・石原町、福塚交差点）
- 国道152号（浜松市中央区相生町）

## ギャラリー

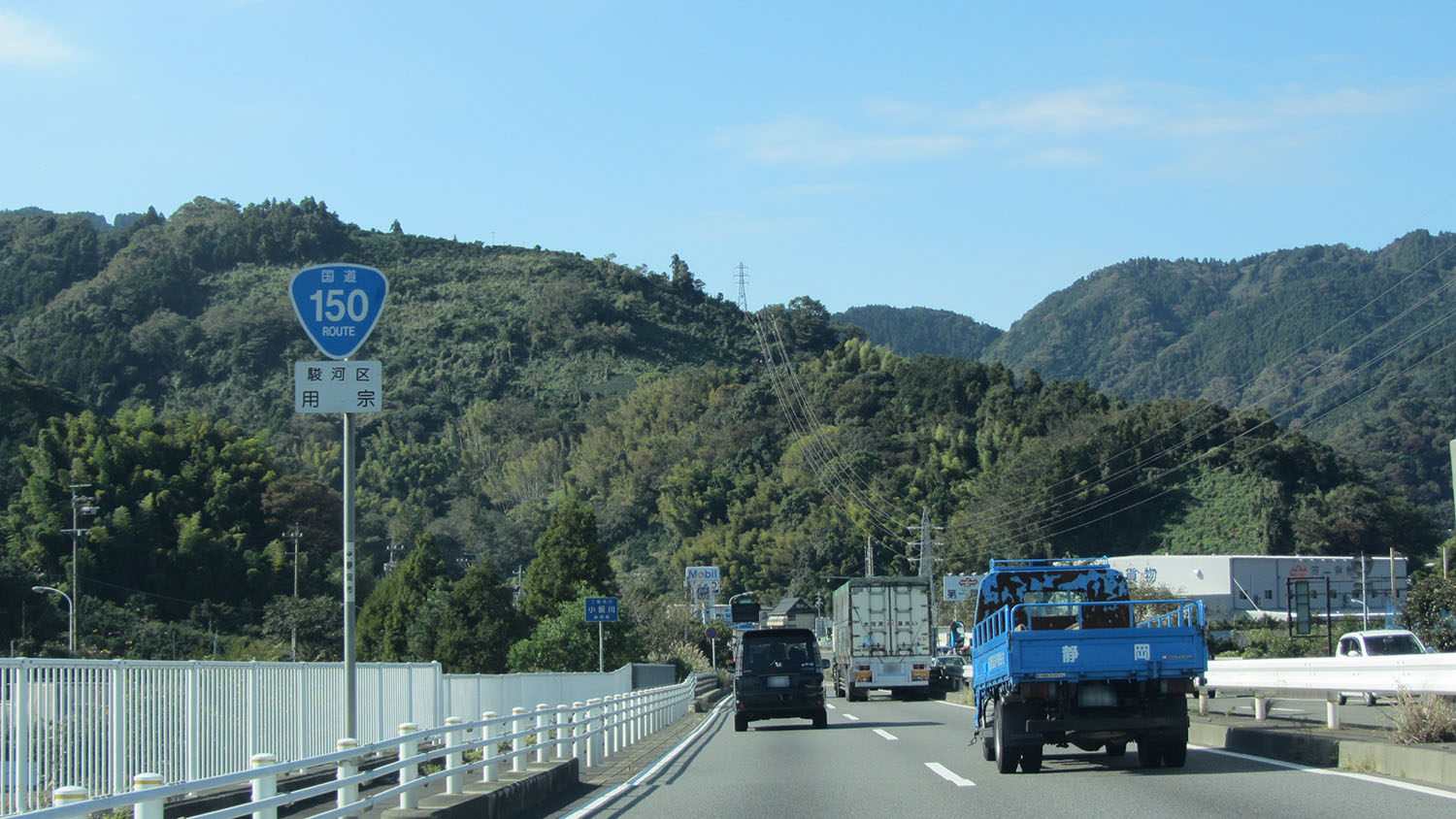
静岡県静岡市駿河区 用宗小石町
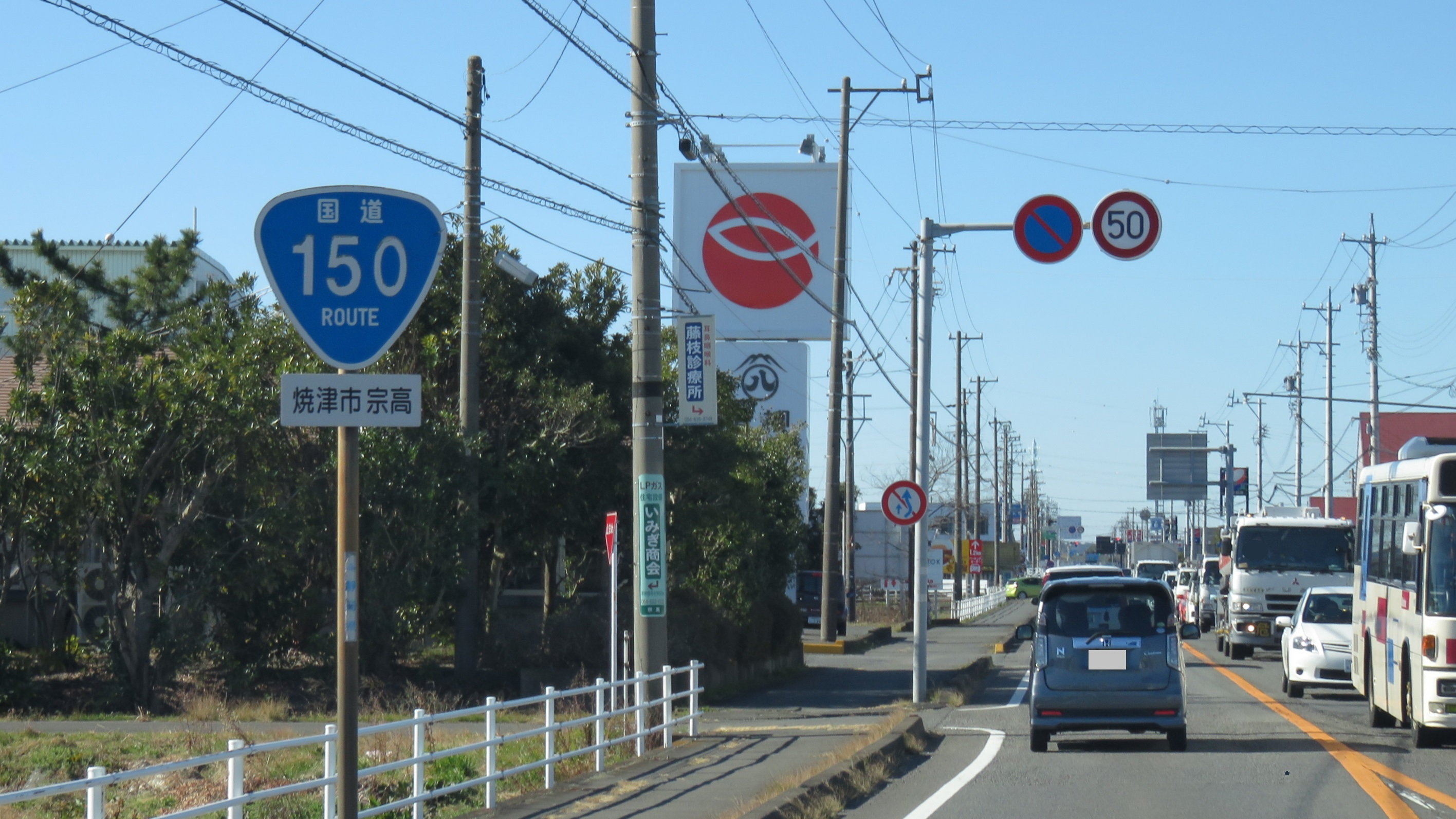
静岡県焼津市宗高
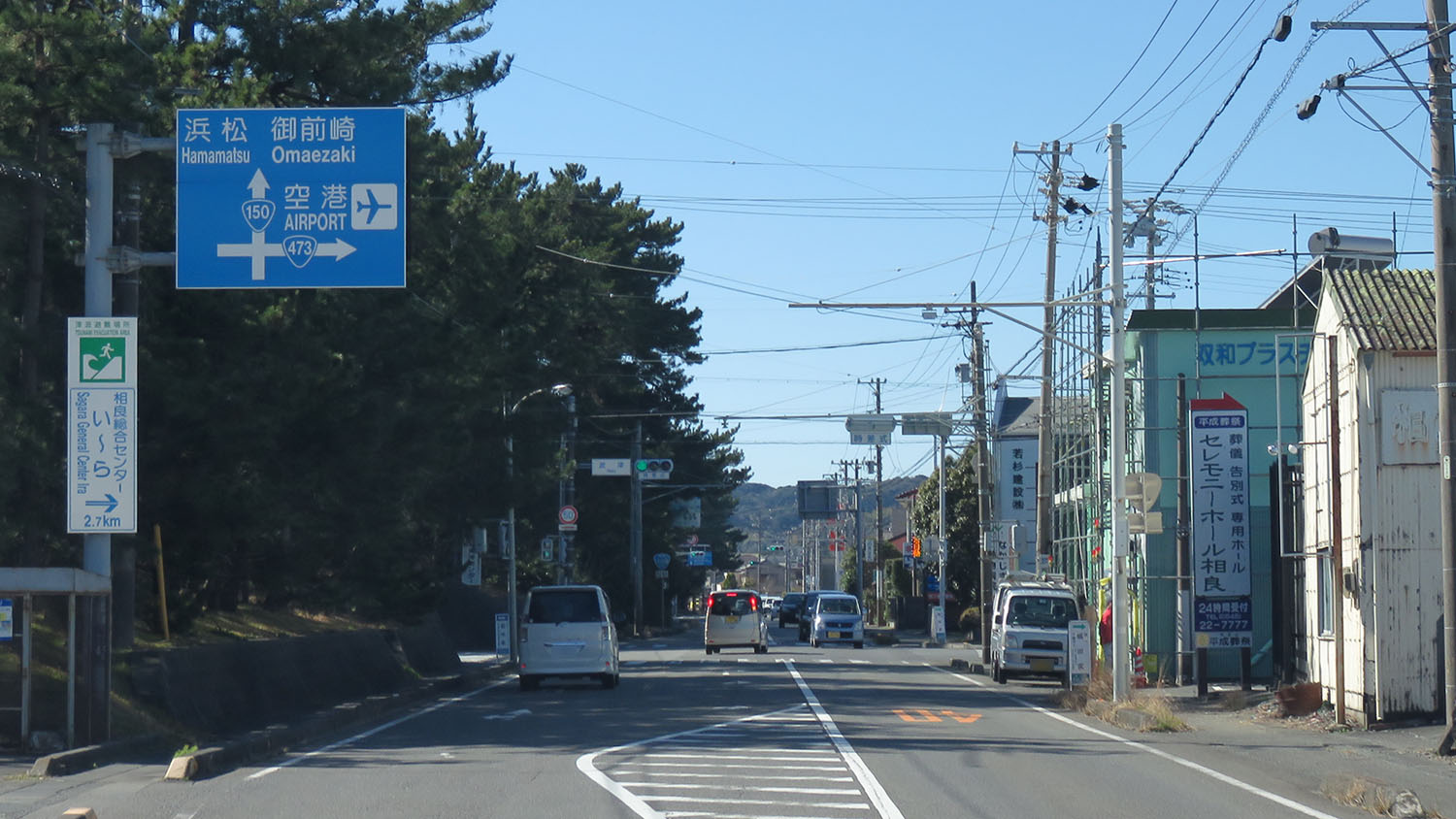
国道473号との分岐 静岡県牧之原市波津
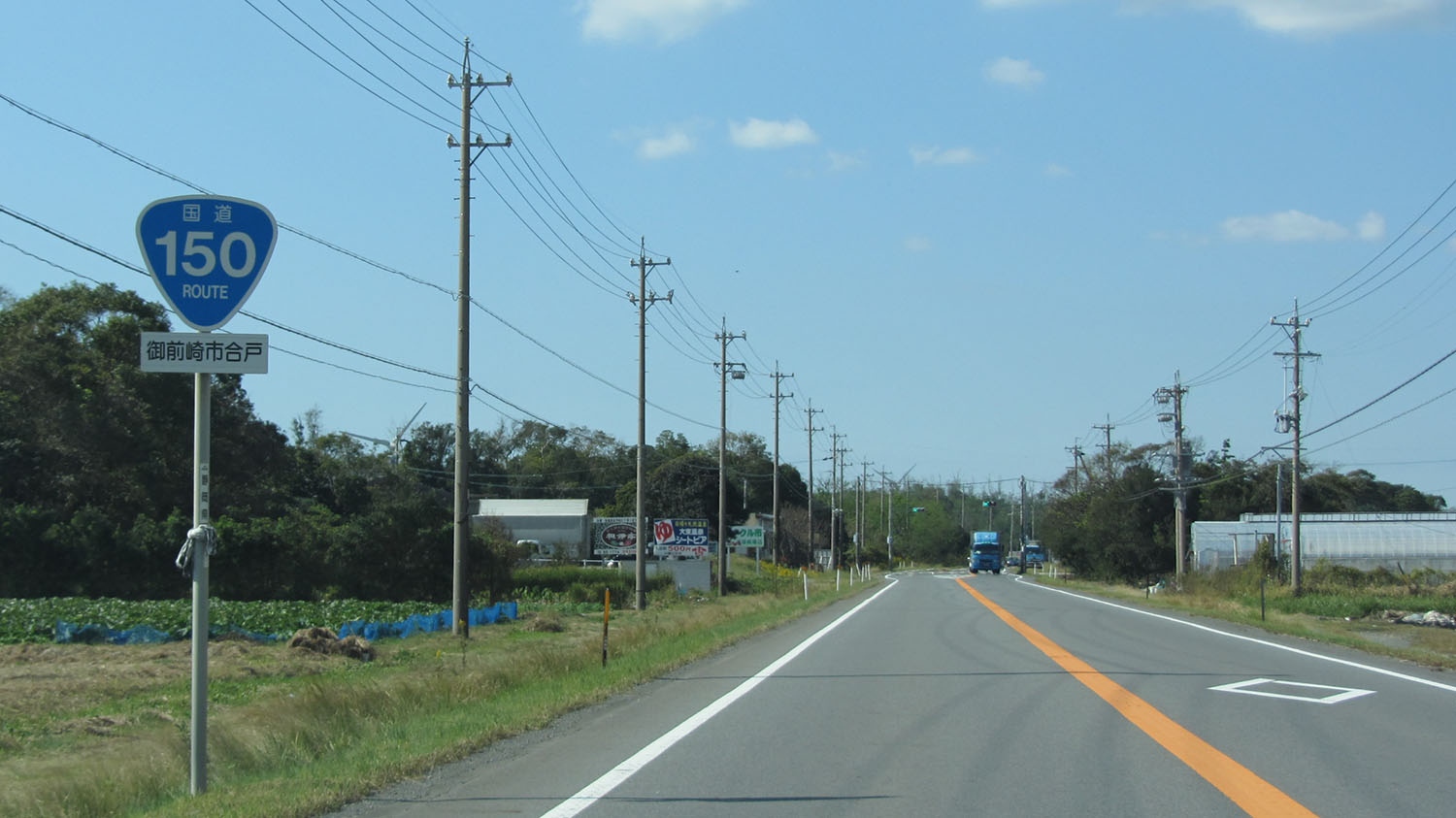
静岡県御前崎市合戸